# Julmust

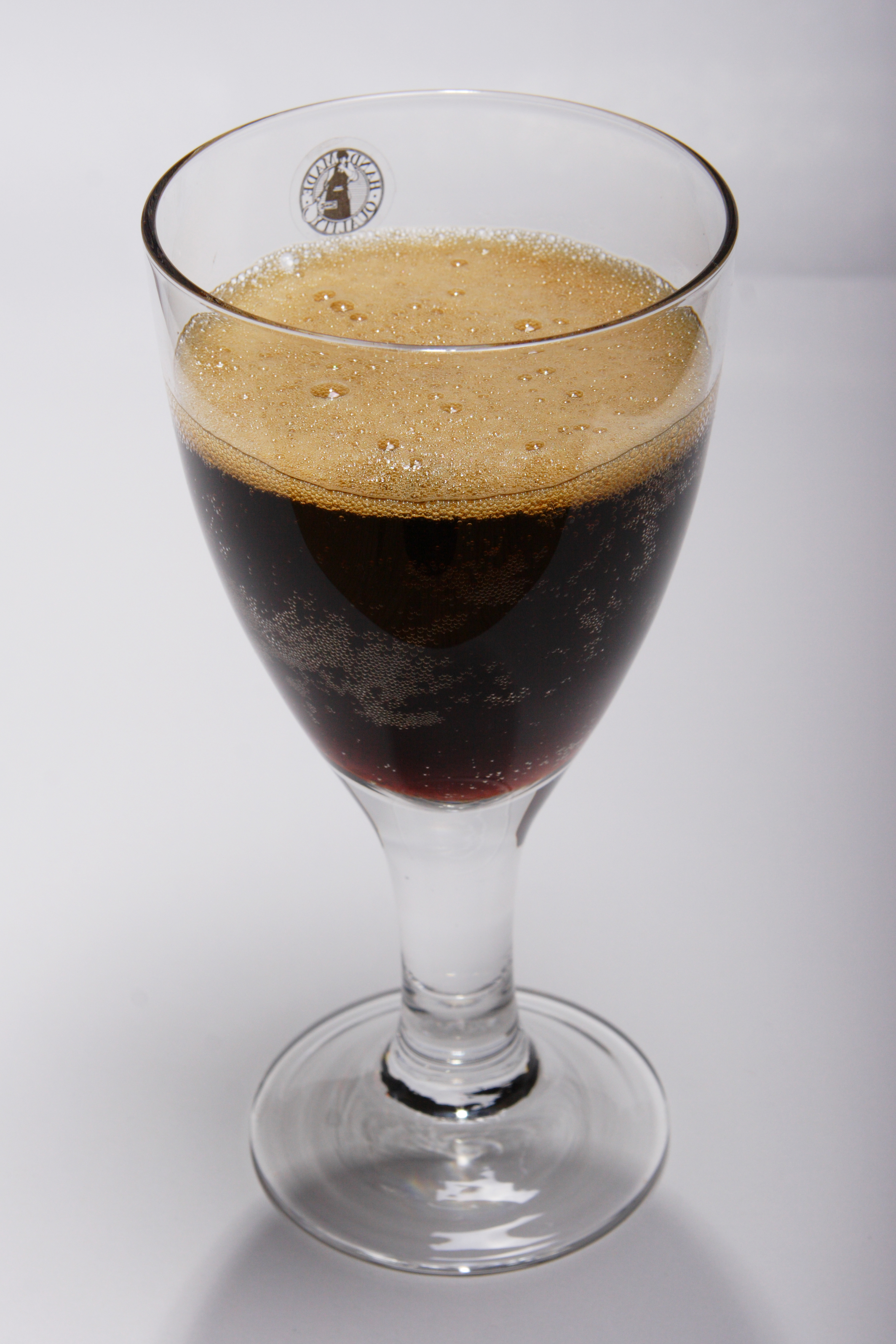
Julmust

Julmust ist ein Limonadengetränk, das hauptsächlich in Schweden verkauft wird. Es enthält neben Hopfen und Malz 30 weitere Zutaten. Als Julmust (von schwedisch: jul – Weihnachten) wird es zum Jahresende angeboten. In der Osterzeit heißt es Påskmust (von schwedisch: påsk – Ostern) und in der übrigen Zeit must.
Das Getränk wurde Anfang des 20. Jahrhunderts zur Zeit des Höhepunkts der schwedischen Abstinenzbewegung geschaffen: Der Schwede Robert Roberts und dessen Sohn Harry, der auf Anregung seines Vaters in Deutschland Chemie studiert hatte, suchten nach Alternativen zu Bier und Branntwein. Harry Roberts sammelte die verschiedensten Rezepte und entwickelte sie weiter hin zu einer eigenen Produktion. 1910 begann die Herstellung von Must in Schweden durch die neu gegründete Firma Roberts AB in Örebro. Der zu Beginn schleppende Umsatz schoss aber mit der Schaffung des staatlichen Alkoholmonopols im Jahr 1922 in die Höhe.
Das Rezept ist geheim und angeblich kennen nur drei Leute die genauen Zutaten. Neben geheimen Zutaten enthält Julmust Malz und Hopfen (jetzt auszugsweise); insgesamt sind es etwa dreißig Zutaten. 
Es gibt mehrere Hersteller dieses Getränks. Sogar Coca-Cola begann 2004 mit der Produktion eines eigenen Julmusts als Reaktion auf die in Schweden zur Weihnachtszeit geringeren Verkaufszahlen anderer Limonaden.